# هانس یواخیم ولر
هانس یواخیم ولر (انگلیسی: Hans-Joachim Weller؛ زادهٔ ۲ ژوئیهٔ ۱۹۴۶) بازیکن فوتبال اهل آلمان است.
از باشگاه‌هایی که در آن بازی کرده‌است می‌توان به باشگاه فوتبال هولشتاین کیل، باشگاه فوتبال زوریخ، باشگاه فوتبال هانوفر ۹۶، باشگاه فوتبال مونیخ ۱۸۶۰، و باشگاه فوتبال اشتوتگارت اشاره کرد.